# Leiterspitze
Leiterspitze är en bergstopp i Österrike.   Den ligger i distriktet Landeck och förbundslandet Tyrolen, i den västra delen av landet, 500 km väster om huvudstaden Wien. Toppen på Leiterspitze är 2 277 meter över havet.
Terrängen runt Leiterspitze är huvudsakligen bergig, men den allra närmaste omgivningen är kuperad. Närmaste större samhälle är Zams, 8,5 km sydost om Leiterspitze. 
Trakten runt Leiterspitze består i huvudsak av gräsmarker. Runt Leiterspitze är det ganska glesbefolkat, med 27 invånare per kvadratkilometer.